# Suvarte Soedarmadji
Suvarte Soedarmadji (ur. 6 grudnia 1915, zm. 1979) – indonezyjski piłkarz, reprezentant kraju. Podczas kariery występował na pozycji napastnika.

## Kariera klubowa
Podczas kariery piłkarskiej Suvarte Soedarmadji występował w klubie Spartak Batavia.

## Kariera reprezentacyjna
Suvarte Soedarmadji występował w reprezentacji Indii Holenderskich w latach trzydziestych. W 1938 roku uczestniczył w mistrzostwach świata. Na mundialu we Francji wystąpił w przegranym 0-6 spotkaniu I rundy z Węgrami.